# ドミートリー・レヴィツキー
ドミートリー・レヴィツキー（Dmitry Grigoryevich Levitsky、Ukrainian: Дмитро Григорович Левицький; Russian: Дмитрий Григорьевич Левицкий、1735年5月 - 1822年4月18日）はキエフ生まれのロシアの肖像画家である。

## 略歴
キエフの聖職者で版画家のフルィホリー・レヴィツキーの息子に生まれた。父親から絵を学んだ後、サンクトペテルブルクの美術アカデミーで、アレクセイ・アントロポフに学び、1770年にアカデミーの展覧会に6点の肖像画を出展し有名になった。アカデミーの会員に選ばれ、肖像画の教授となり」1788年まで、その仕事を続けた。
1772年から1776年にかけて、皇帝、エカチェリーナ2世の依頼によって、エカチェリーナ2世が設立した、貴族の女子のための学校「スモーリヌィ女学院」の学生たちのダンスや楽器演奏、劇を演じる姿を描いた肖像画を制作した。

## 作品

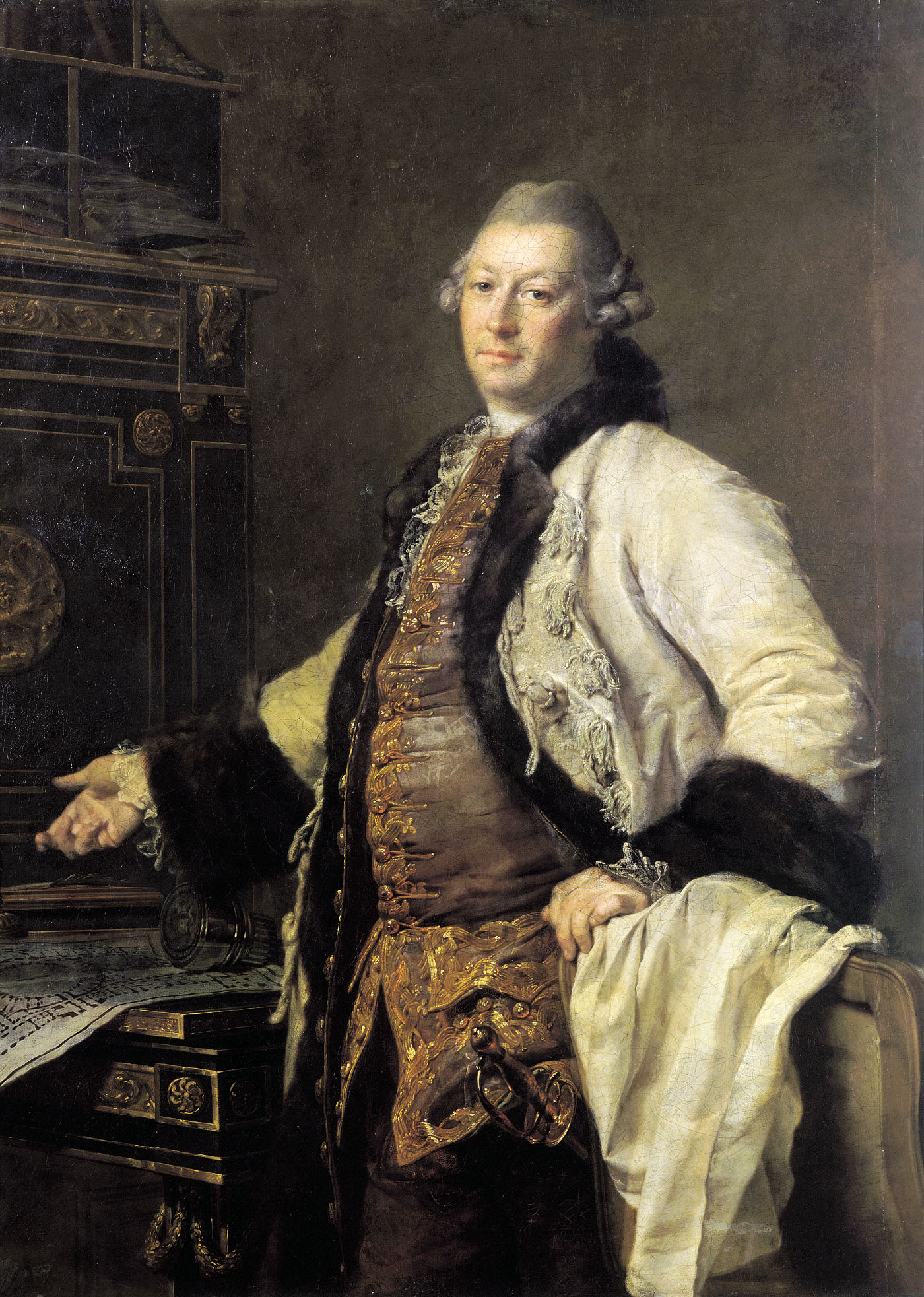
アレクサンドル・ココリーノフ-アカデミー校長 (1769)
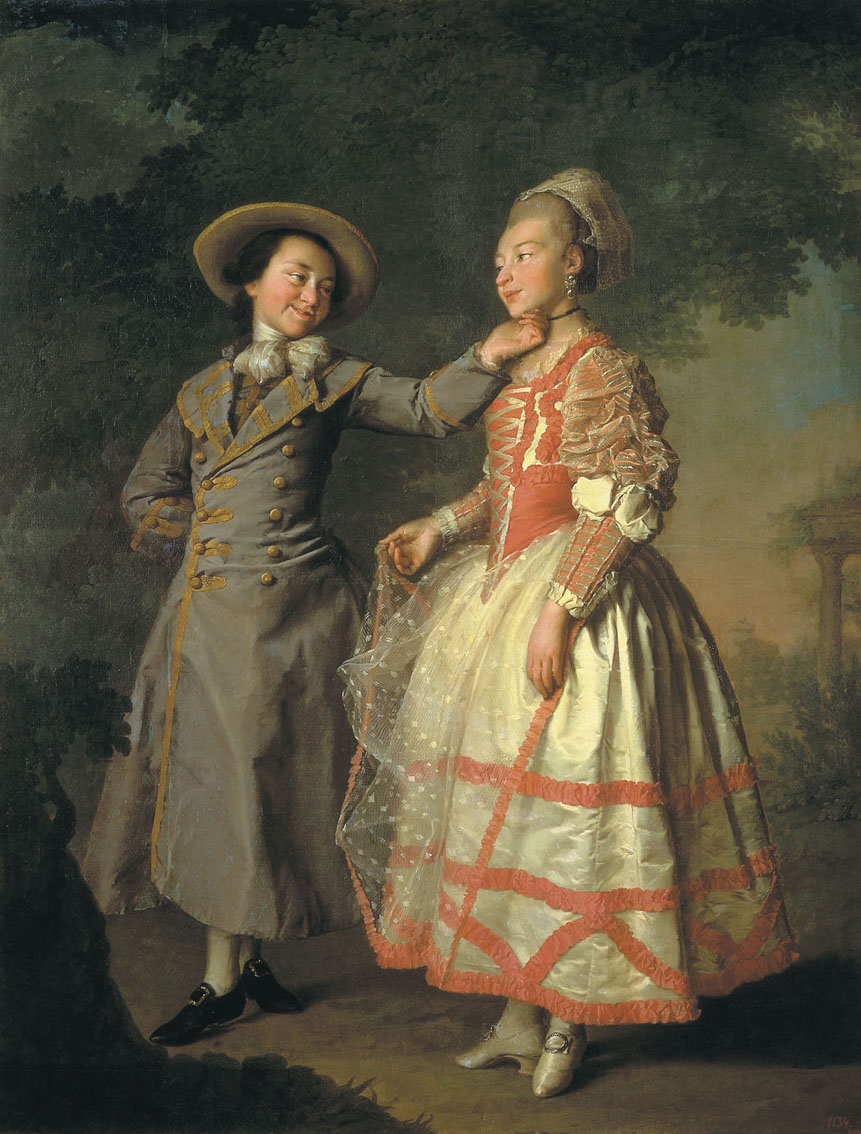
(1773)
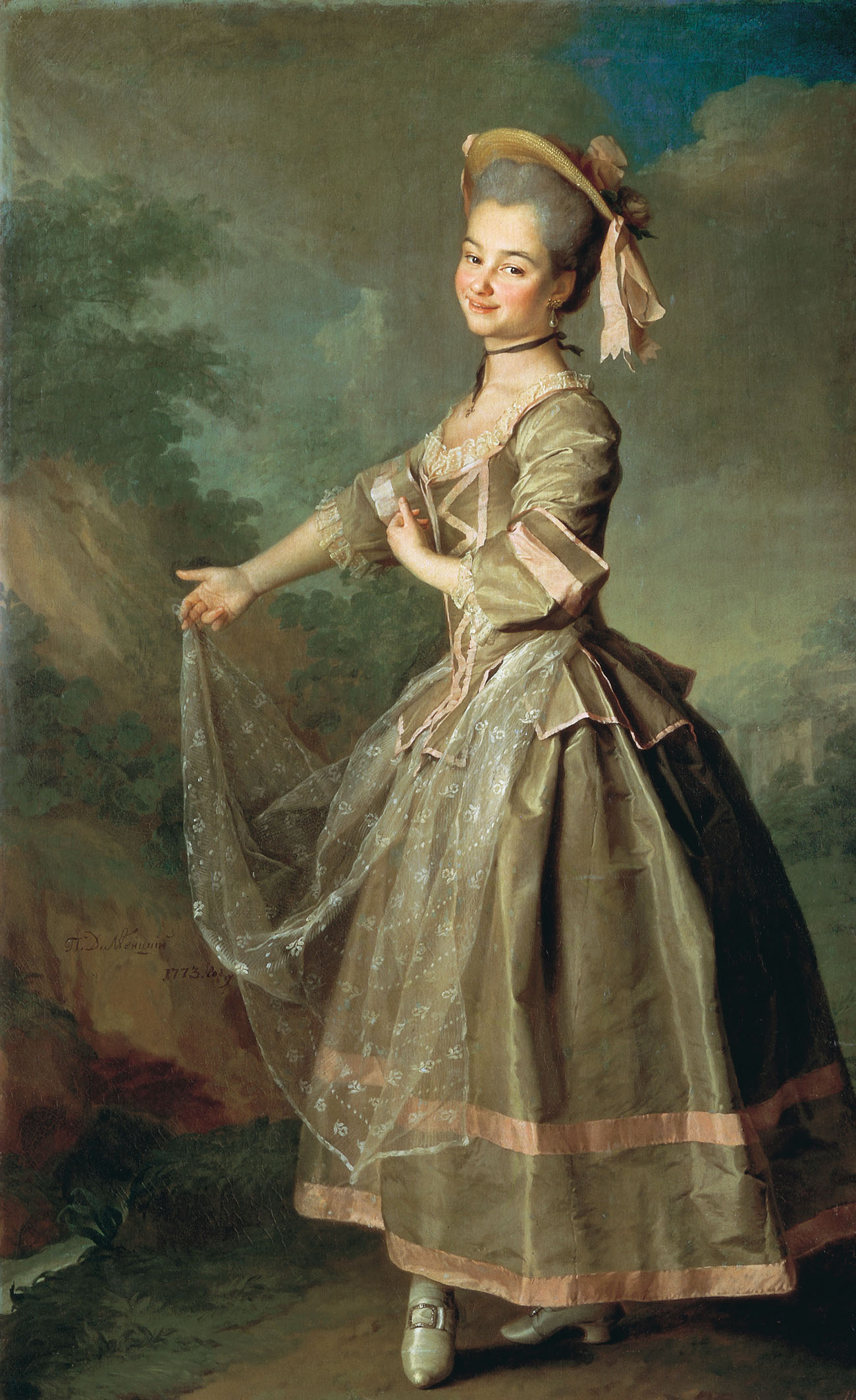
スモーリヌィ女学院の学生(1773)
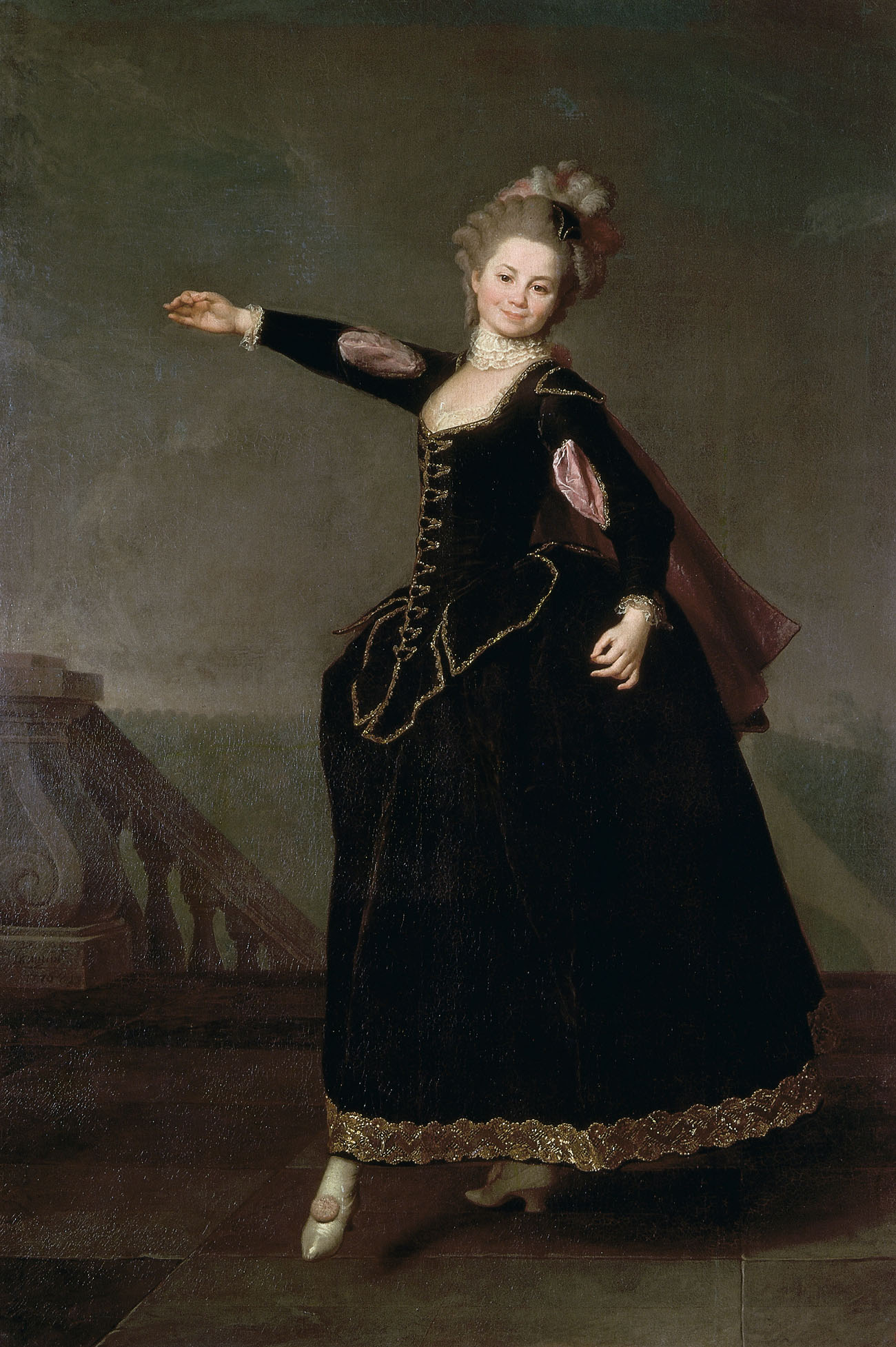
スモーリヌィ女学院の学生(1776)
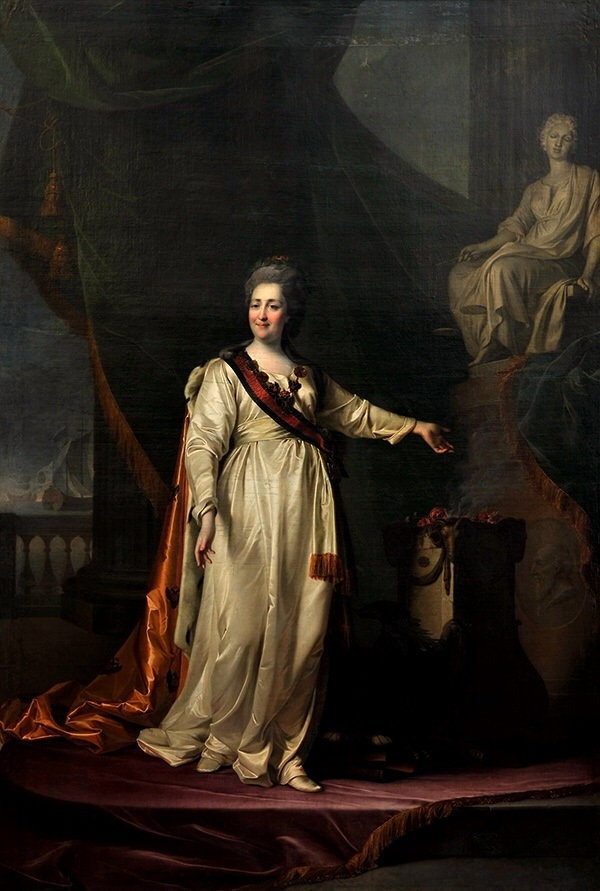
エカチェリーナ2世(1783)
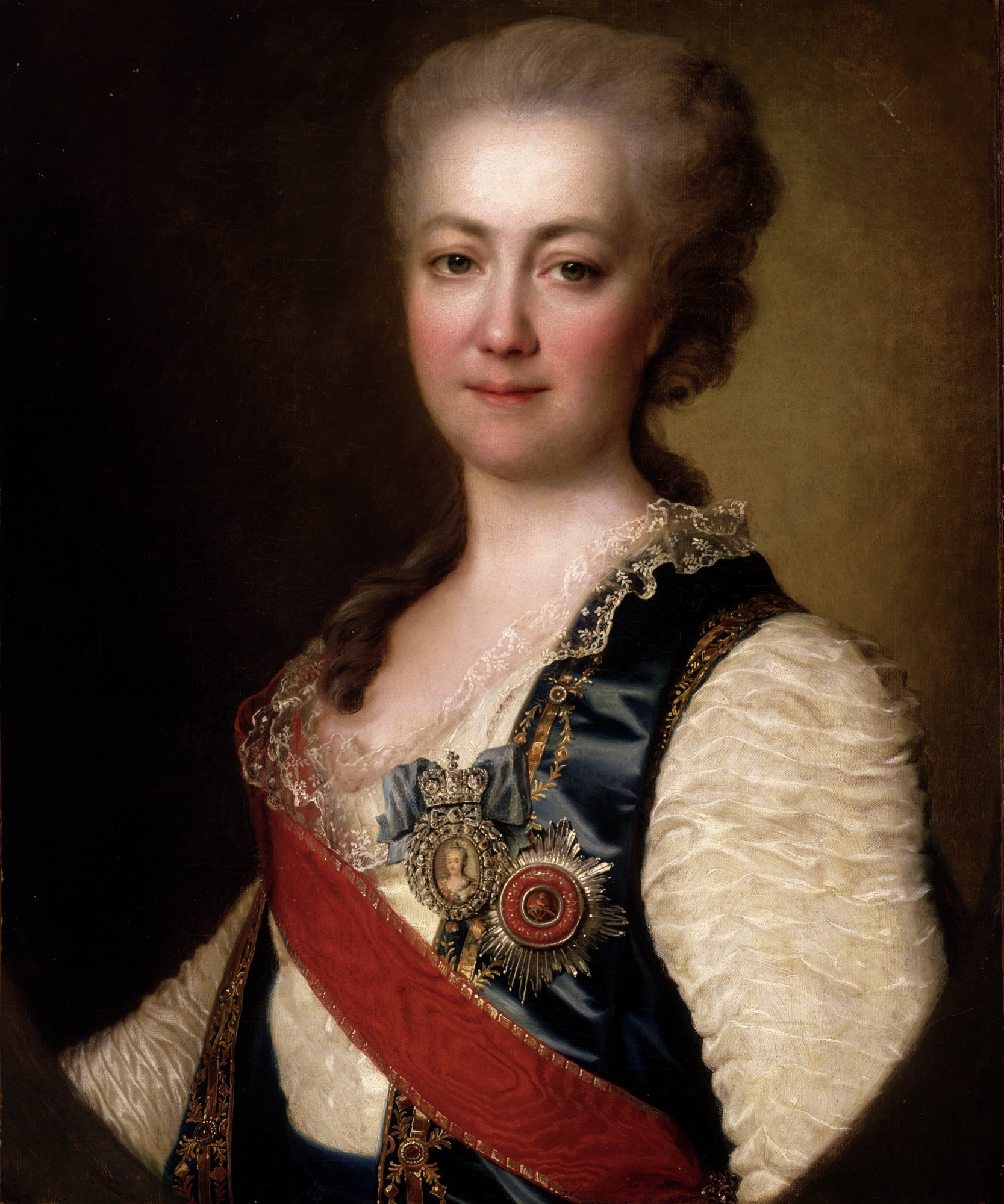
エカテリーナ・ダーシュコワ (1784)
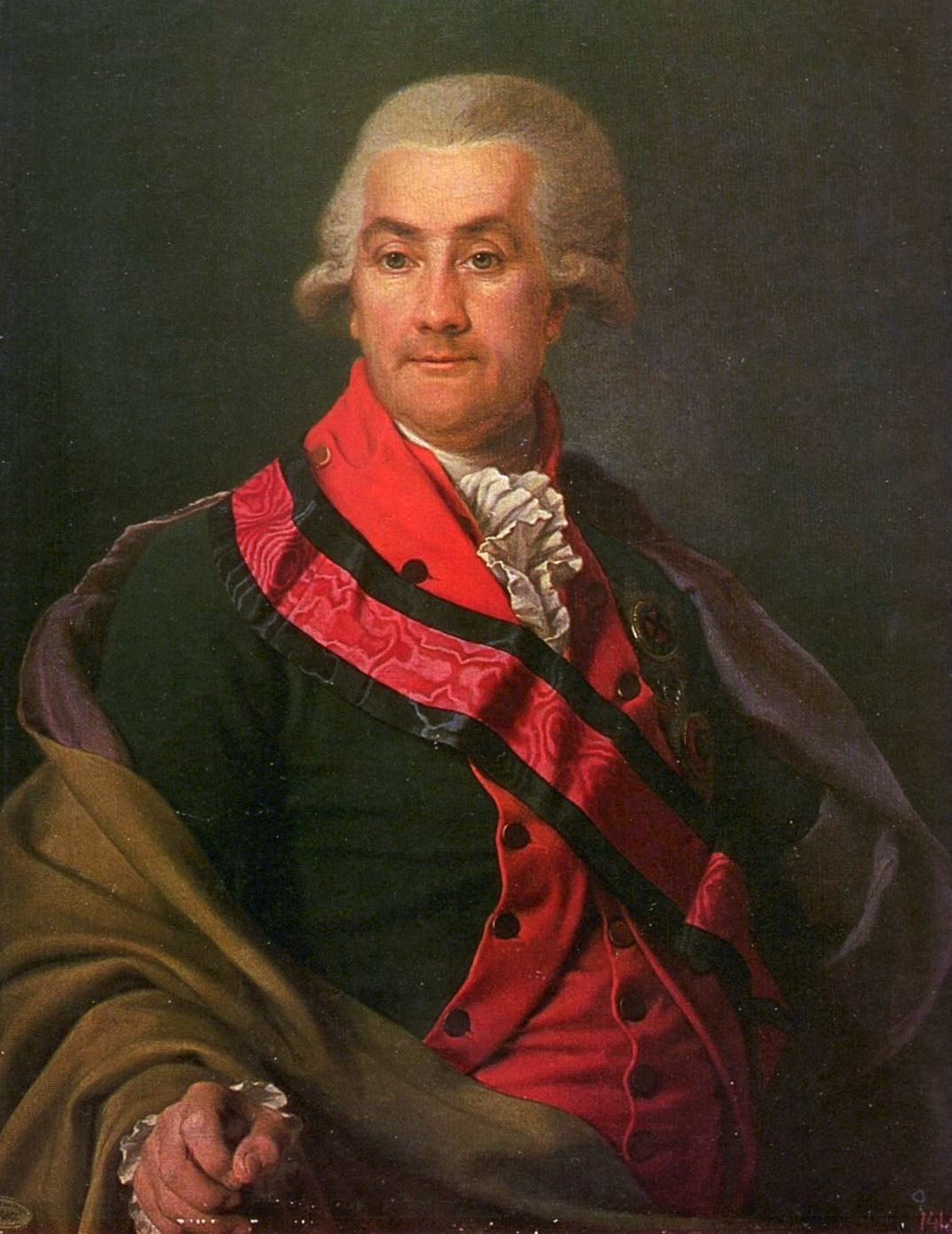
Iosif Igelström-軍人
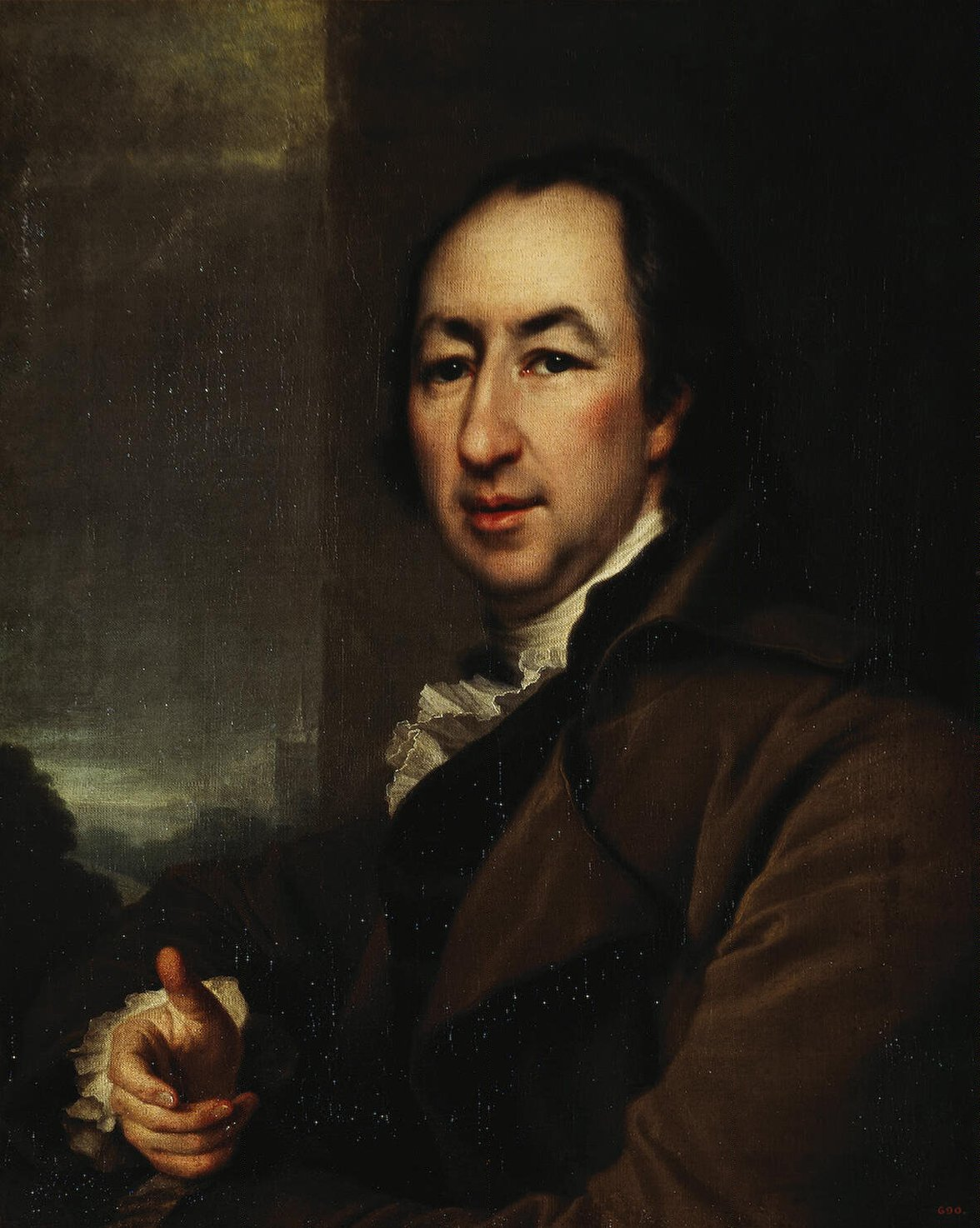
Nikolay Novikov-作家